# يوجين في. غالاغير
يوجين في. غالاغير (بالإنجليزية: Eugene V. Gallagher)‏ هو عالم أمريكي، ولد في 23 يونيو 1950 في كونيتيكت في الولايات المتحدة.